# Luis Balagué
Luis Balagué Carreño (Oviedo, 29 de marzo de 1944 - Mieres, 18 de febrero de 2021) fue un ciclista español, profesional entre 1969 y 1977, cuyo mayor éxito deportivo lo logró en la Vuelta a España  donde, en la edición de 1972 obtuvo una victoria de etapa tras una escapada en solitario de 259 km, una de las más largas de la historia de la Vuelta.

## Palmarés
| 1969 - 1 etapa de la Vuelta a los Valles Mineros 1971 - 1 etapa de la Vuelta a la Rioja 1972 - 1 etapa de la Vuelta a España 1974 - 1 etapa de la Vuelta a los Valles Mineros - 3.º en el Campeonato de España de Montaña 1976 - 1 etapa de la Vuelta a los Valles Mineros |

## Equipos
- Bic (1969)
- Werner (1969–1972)
- La Casera - Peña Bahamontes (1973)
- Bic (1974)
- Super Ser (1975-1976)
- Teka (1977)

## Resultados en Grandes Vueltas y Campeonato del Mundo
| Carrera         | 1969 | 1970 | 1971 | 1972 | 1973 | 1974 | 1975 | 1976 | 1977 |
| --------------- | ---- | ---- | ---- | ---- | ---- | ---- | ---- | ---- | ---- |
| Giro de Italia  | -    | -    | -    | -    | -    | -    | -    | -    | 56.º |
| Tour de Francia | -    | -    | 45.º | -    | 25.º | -    | 26.º | -    | 47.º |
| Vuelta a España | 34º  | 18º  | 10º  | 45.º | 8.º  | 30.º | -    | 36.º | -    |
| Mundial en ruta | -    | -    | -    | -    | Ab.  | -    | -    | -    | -    |

-: no participa 

Ab.: abandona